# Bahnstrecke Verden–Walsrode Nord
| Streckennummer (DB): | 9140 (Verden–Stemmen) 9141 (Böhme–Walsrode)      |                                     |                                     |
| Kursbuchstrecke (DB): | 215h (Verden–Stemmen) 210b (Böhme–Walsrode)      |                                     |                                     |
| Kursbuchstrecke: | 193c (1934) 215f (Verden (Aller) – Stemmen 1946) |                                     |                                     |
| Streckenlänge: | 38,5 km                                          |                                     |                                     |
| Spurweite: | 1435 mm / 600 mm                                 |                                     |                                     |
| Streckengeschwindigkeit: | 30 km/h                                          |                                     |                                     |
| Zugbeeinflussung: | –                                                |                                     |                                     |
| |                                                  |                                     |                                     |
| \| \| \| von Bremen \| \| \| \| \| Verden (Aller) \| \| \| \| \| nach Hannover \| \| \| \| 0,0 \| Verden (Aller) Süd/Kleinbahnhof \| Verden (Aller) Süd/Kleinbahnhof \| \| \| 1,4 \| Industrieabzweig Masterfoods \| Industrieabzweig Masterfoods \| \| \| 2,5 \| Eitze Dorf \| Eitze Dorf \| \| \| 3,6 \| Eitze Bahnhof \| Eitze Bahnhof \| \| \| 4,6 \| Luttum \| Luttum \| \| \| 5,9 \| Hohenaverbergen \| Hohenaverbergen \| \| \| 7,4 \| Armsen \| Armsen \| \| \| 9,0 \| Neddenaverbergen \| Neddenaverbergen \| \| \| \| Lehrde \| \| \| \| 11,8 \| Stemmen \| Stemmen \| \| \| 15,1 \| Otersen \| Otersen \| \| \| 17,6 \| Klein Häuslingen bis 1924 \| Klein Häuslingen bis 1924 \| \| \| 20,0 \| Groß Häuslingen \| Groß Häuslingen \| \| \| 21,6 \| Altenwahlingen \| Altenwahlingen \| \| \| 25,2 \| Böhme \| Böhme \| \| \| 25,0 \| Kreisstraße 114 (Gleise demontiert) \| Kreisstraße 114 (Gleise demontiert) \| \| \| 27,3 \| Kreisstraße 118 (Gleise überteert) \| Kreisstraße 118 (Gleise überteert) \| \| \| 28,2 \| Altenboitzen (Beginn 600-mm-Spur) \| Altenboitzen (Beginn 600-mm-Spur) \| \| \| 28,8 \| Altenboitzen Dorf \| Altenboitzen Dorf \| \| \| 30,2 \| Hollige West \| Hollige West \| \| \| 30,9 \| Hollige \| Hollige \| \| \| 33,3 \| Benzen \| Benzen \| \| \| 34,5 \| Anschluss Bundeswehr (bis 2000) \| Anschluss Bundeswehr (bis 2000) \| \| \| 36,3 \| Vorwalsrode (Ende 600-mm-Spur) \| Vorwalsrode (Ende 600-mm-Spur) \| \| \| \| Böhme \| \| \| \| 37,8 \| von Hannover \| von Hannover \| \| \| 38,1 \| Walsrode \| Walsrode \| \| \| \| nach Soltau (Han) \| \| \| \| \| nach Bomlitz \| \| \| \| 38,5 \| Walsrode Nord/Kleinbahnhof \| Walsrode Nord/Kleinbahnhof \| \| \| \| \| \| \| Quellen: [1] \| \| \| \| |                                                  |                                     |                                     |
| Strecke |                                                  | von Bremen                          | von Bremen                          |
| Bahnhof |                                                  | Verden (Aller)                      | Verden (Aller)                      |
| Abzweig geradeaus und nach rechts |                                                  | nach Hannover                       | nach Hannover                       |
| Bahnhof | 0,0                                              | Verden (Aller) Süd/Kleinbahnhof     | Verden (Aller) Süd/Kleinbahnhof     |
| Abzweig geradeaus und nach rechts | 1,4                                              | Industrieabzweig Masterfoods        | Industrieabzweig Masterfoods        |
| ehemaliger Haltepunkt / Haltestelle | 2,5                                              | Eitze Dorf                          | Eitze Dorf                          |
| ehemaliger Bahnhof | 3,6                                              | Eitze Bahnhof                       | Eitze Bahnhof                       |
| ehemaliger Haltepunkt / Haltestelle | 4,6                                              | Luttum                              | Luttum                              |
| ehemaliger Haltepunkt / Haltestelle | 5,9                                              | Hohenaverbergen                     | Hohenaverbergen                     |
| ehemaliger Haltepunkt / Haltestelle | 7,4                                              | Armsen                              | Armsen                              |
| ehemaliger Bahnhof | 9,0                                              | Neddenaverbergen                    | Neddenaverbergen                    |
| Brücke über Wasserlauf |                                                  | Lehrde                              | Lehrde                              |
| Betriebs-/Güterbahnhof Strecke ab hier außer Betrieb | 11,8                                             | Stemmen                             | Stemmen                             |
| Bahnhof (Strecke außer Betrieb) | 15,1                                             | Otersen                             | Otersen                             |
| Haltepunkt / Haltestelle (Strecke außer Betrieb) | 17,6                                             | Klein Häuslingen bis 1924           | Klein Häuslingen bis 1924           |
| Bahnhof (Strecke außer Betrieb) | 20,0                                             | Groß Häuslingen                     | Groß Häuslingen                     |
| Bahnhof (Strecke außer Betrieb) | 21,6                                             | Altenwahlingen                      | Altenwahlingen                      |
| Bahnhof (Strecke außer Betrieb) | 25,2                                             | Böhme                               | Böhme                               |
| Bahnübergang (Strecke außer Betrieb) | 25,0                                             | Kreisstraße 114 (Gleise demontiert) | Kreisstraße 114 (Gleise demontiert) |
| Bahnübergang (Strecke außer Betrieb) | 27,3                                             | Kreisstraße 118 (Gleise überteert)  | Kreisstraße 118 (Gleise überteert)  |
| Kopfbahnhof Strecke bis hier außer Betrieb | 28,2                                             | Altenboitzen (Beginn 600-mm-Spur)   | Altenboitzen (Beginn 600-mm-Spur)   |
| Haltepunkt / Haltestelle | 28,8                                             | Altenboitzen Dorf                   | Altenboitzen Dorf                   |
| Haltepunkt / Haltestelle | 30,2                                             | Hollige West                        | Hollige West                        |
| Dienststation / Betriebs- oder Güterbahnhof | 30,9                                             | Hollige                             | Hollige                             |
| Bahnhof | 33,3                                             | Benzen                              | Benzen                              |
| Abzweig geradeaus und ehemals von rechts | 34,5                                             | Anschluss Bundeswehr (bis 2000)     | Anschluss Bundeswehr (bis 2000)     |
| Betriebs-/Güterbahnhof Strecke ab hier außer Betrieb | 36,3                                             | Vorwalsrode (Ende 600-mm-Spur)      | Vorwalsrode (Ende 600-mm-Spur)      |
| Brücke über Wasserlauf (Strecke außer Betrieb) |                                                  | Böhme                               | Böhme                               |
| Abzweig ehemals geradeaus und von rechts | 37,8                                             | von Hannover                        | von Hannover                        |
| Bahnhof | 38,1                                             | Walsrode                            | Walsrode                            |
| Abzweig geradeaus und nach rechts |                                                  | nach Soltau (Han)                   | nach Soltau (Han)                   |
| Abzweig geradeaus und nach rechts |                                                  | nach Bomlitz                        | nach Bomlitz                        |
| ehemaliger Betriebs-/Güterbahnhof Streckenende | 38,5                                             | Walsrode Nord/Kleinbahnhof          | Walsrode Nord/Kleinbahnhof          |
| |                                                  |                                     |                                     |
| Quellen: |                                                  |                                     |                                     |

Die Bahnstrecke Verden–Walsrode Nord ist eine heute teilweise abgebaute und teilweise umgespurte Bahnstrecke, die die niedersächsischen Städte Verden und Walsrode verband. Die Verden-Walsroder Eisenbahn (VWE) ist eine Verkehrsgesellschaft mit Sitz in Verden.

## Geschichte
Die Verden-Walsroder Eisenbahn GmbH (VWE) wurde als Kleinbahn Verden-Walsrode GmbH mit Sitz in Verden gegründet. Fast drei Viertel der Anteile übernahmen der preußische Staat und die Provinz Hannover; der Rest verteilte sich auf die Landkreise Verden und Fallingbostel sowie einige Gemeinden. Später schieden Staat und Provinz aus der Gesellschaft aus. Hauptgesellschafter ist heute der Landkreis Verden mit 69 % des Kapitals neben der Stadt Verden, dem Landkreis Heidekreis und der Gemeinde Kirchlinteln.
Am 2. März 1911 wurde die Strecke zwischen Verden und Walsrode eröffnet. Bereits am 17. Dezember 1910 war der Personen- und Güterverkehr auf dem Teilstück zwischen Verden und Altenboitzen aufgenommen worden, drei Tage später bis Vorwalsrode.
1912 wurden bereits 150.175 Personen und 59.616 t Güter befördert.
Neben der Erschließung der überwiegend landwirtschaftlich geprägten Region spielte die Abfuhr der bis 1924 bei Groß und Klein Häuslingen geförderten Kalimengen eine bedeutende Rolle. Den Wegfall dieses Transportgutes – und der damit verbundenen Einnahmen – versuchte man dadurch auszugleichen, dass man die Betriebsführung – von 1924 bis 1959 – dem Landeskleinbahnamt Hannover übertrug. Weil diese Einsparung jedoch nicht ausreichte, legte man ein Drittel der Strecke – nämlich den Abschnitt Stemmen–Böhme – am 2. November 1936 still und baute dort die Gleise ab.
Erst nach dem Zweiten Weltkrieg besserte sich die Lage der Bahn zunehmend, unter anderem durch den Transport des in der Gegend geförderten Erdöls. Auch der Wiederaufbau des abgebauten Abschnittes wurde zeitweise überlegt. 1959 wurde die Betriebsführung vom aufgelösten Niedersächsischen Landeseisenbahnamt übernommen. Allerdings verlagerte sich nun der Personenverkehr mehr und mehr auf die Straße, weil die durchgehende Bahnverbindung von Verden nach Walsrode nicht wieder hergestellt worden war. Am 2. März 1931 nahm die Gesellschaft ihre erste Kraftfahrlinie in Betrieb. Dadurch war der durchgehende Personenverkehr zwischen Verden und Walsrode wiederhergestellt.
Am 30. Mai 1964 wurde der Schienenpersonenverkehr auf dem Ostteil Böhme–Walsrode (Streckennummer 9141) und am 27. September 1969 auf dem Westteil Verden–Stemmen (Streckennummer 9140) vollständig durch die bahneigenen Busse ersetzt. Den Güterverkehr Walsrode–Böhme übernahm 1970 die Deutsche Bundesbahn. Die Infrastruktur gehörte hier nach wie vor der VWE. Die VWE leistete ferner Rangierdienste in den DB-Bahnhöfen Verden und Nienburg. Die VWE ist Mitglied im Eisenbahnnetzwerk Bremen-Niedersachsen.
Seit 1996 versahen Lokomotiven der Werkbahn Bomlitz im Auftrag der DBAG den Güterverkehr, seit 2002 Lokomotiven der OHE und anderer EVU. Der Güterverkehr wurde zu dieser Zeit noch bis Hollige durchgeführt, der Verkehr Altenboitzen–Böhme wurde bereits 1990 eingestellt. Der Abschnitt Hollige–Altenboitzen wurde am 1. Januar 2008 betrieblich gesperrt.
Die Bahnübergänge mit den Kreisstraßen K114 und K118 sind zwischen Böhme und Altenboitzen bereits nicht mehr vorhanden, die Strecke ist in diesem Bereich schon stark mit Vegetation bewachsen.
Diverse EVU verluden Nadelholz in den Bahnhöfen Hollige und Vorwalsrode für die Zellstoff- und Papierindustrie. Die Einfahrt in den DB-Bahnhof Walsrode erfolgte auf Hauptsignal (Hp0/Hp2), daher musste die beabsichtigte Zugfahrt in Vorwalsrode dem Fahrdienstleiter in Walsrode (Stellwerk Wnf) angeboten werden. In Vorwalsrode befand sich auch der einzige technisch gesicherte Bahnübergang auf dem Streckenabschnitt Walsrode–Böhme. Es wurde die Landstraße 190 gekreuzt.
Zu Beginn des Jahres 2011 gab die VWE bekannt, dass sie den Streckenabschnitt Böhme–Hollige (km 25,2 – km 30,670) abgeben möchte. Die Ausschreibungsfrist lief vom 15. Januar bis zum 16. April 2011. 2015 wurde dieser Abschnitt von der Böhmetalbahn gUG erworben. Im Jahr 2017 schließlich wurde der verbliebene Abschnitt des Ostteils von Hollige bis zur Infrastrukturanschlussgrenze in Walsrode (km 30,627 – km 37,4) zur Übernahme durch Dritte ausgeschrieben. Die Frist für diesen Abschnitt lief vom 22. Dezember 2017 bis zum 23. März 2018.

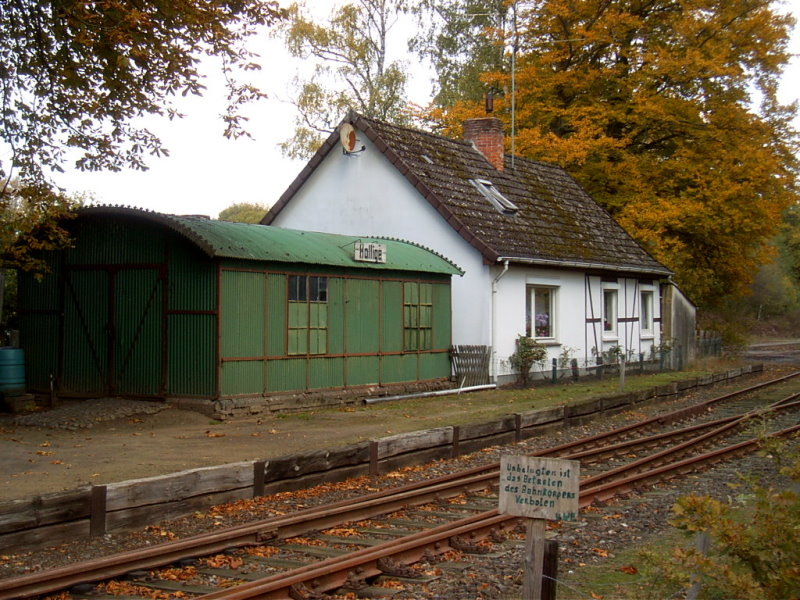
Bahnhof Hollige
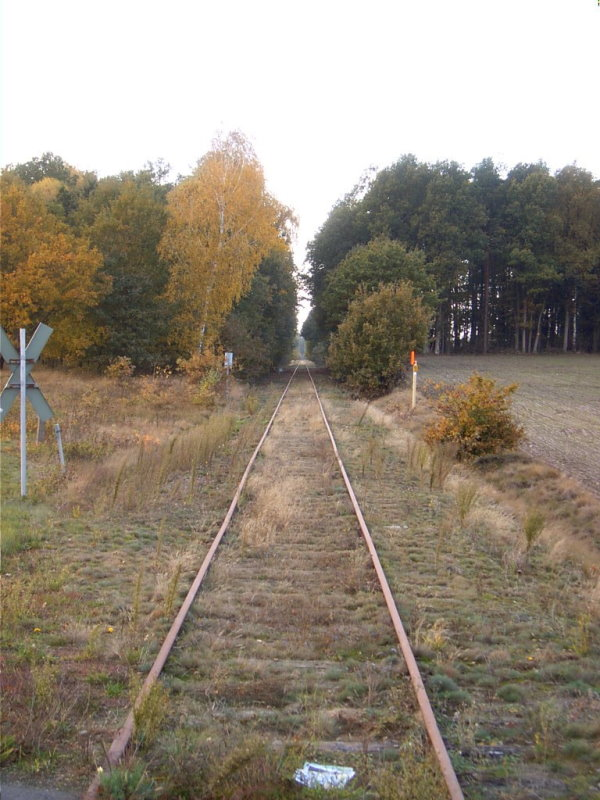
Gesperrt zwischen Hollige und Böhme
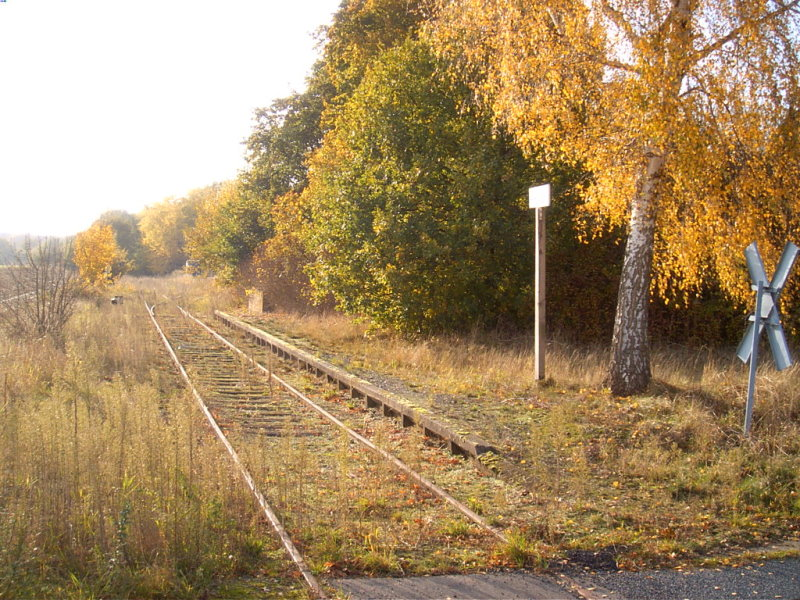
Bahnhof Altenboitzen
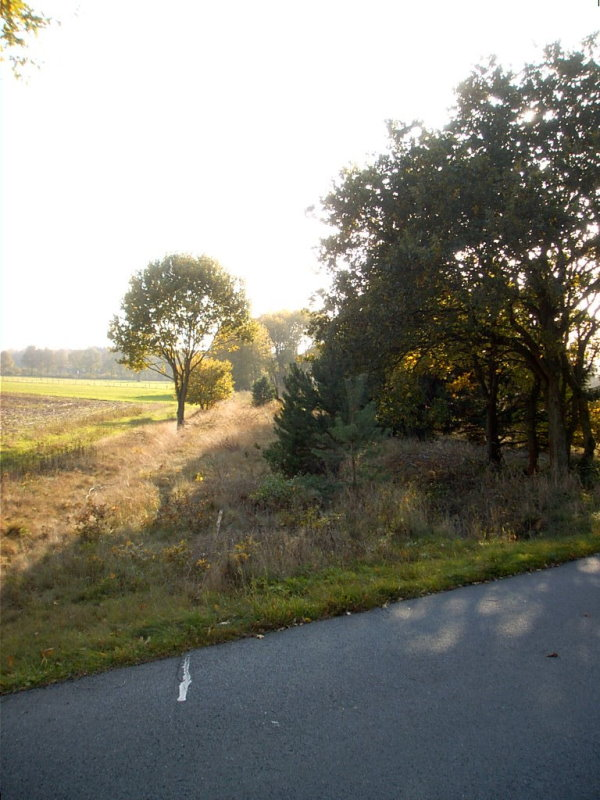
Bahnübergang K 118

## Fahrzeuge
Der Betrieb wurde mit vier dreiachsigen Lokomotiven von Hanomag und einer gebraucht erworbenen Lokomotive von Henschel aufgenommen, es gab 13 Personenwagen, zwei Gepäckwagen und 18 Güterwagen.
1932 wurde ein Wismarer Schienenbus beschafft. 1936 und 1939 wurden von Humboldt-Deutz zwei fabrikneue B-gekuppelte Kleinloks erworben. Die jüngere wurde 1957 an einen Händler nach Dortmund verkauft, die ältere 1970 ausgemustert und verschrottet. 1947 wurde gebraucht ein zweiter Wismarer Schienenbus erworben, der jedoch 1948 schon abbrannte. 1949 wurde von der Walsroder Fa. Wolff ein Triebwagen T 151 von 1923, gebaut bei DWK übernommen, der modernisiert wurde und bis 1969 im Einsatz war. 1954 wurde mit dem T 114 ein weiterer gebrauchter Triebwagen von der Süddeutschen Eisenbahn Gesellschaft erworben.
Von 1950 bis 1956 kam eine umgebaute Bayerische PtL 2/2 mit der Nummer 298 zum Einsatz. Von 1964 bis 1983 kam eine Diesellok vom Typ Krauss-Maffei ML 500 C zum Einsatz, die gebraucht von der Deutschen Bundesbahn gekauft worden war.

## Verdener Verkehrsgesellschaft

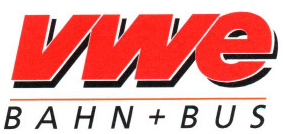
Logo der VWE/VVG

Die Verdener Verkehrsgesellschaft (VVG) ist eine 100-prozentige Tochtergesellschaft der VWE und betreibt den Stadtverkehr mit Bussen in Verden und Kirchlinteln.
Beförderungsleistung: 1.258.177 Fahrgäste bei 617.927 km (Stand: 2000).
Die VVG und die VWE firmieren öffentlich als AllerBus und sind Partner des Verkehrsverbundes Bremen/Niedersachsen (VBN).

## Der Museumsbahnverkehr

### Westlicher Streckenabschnitt

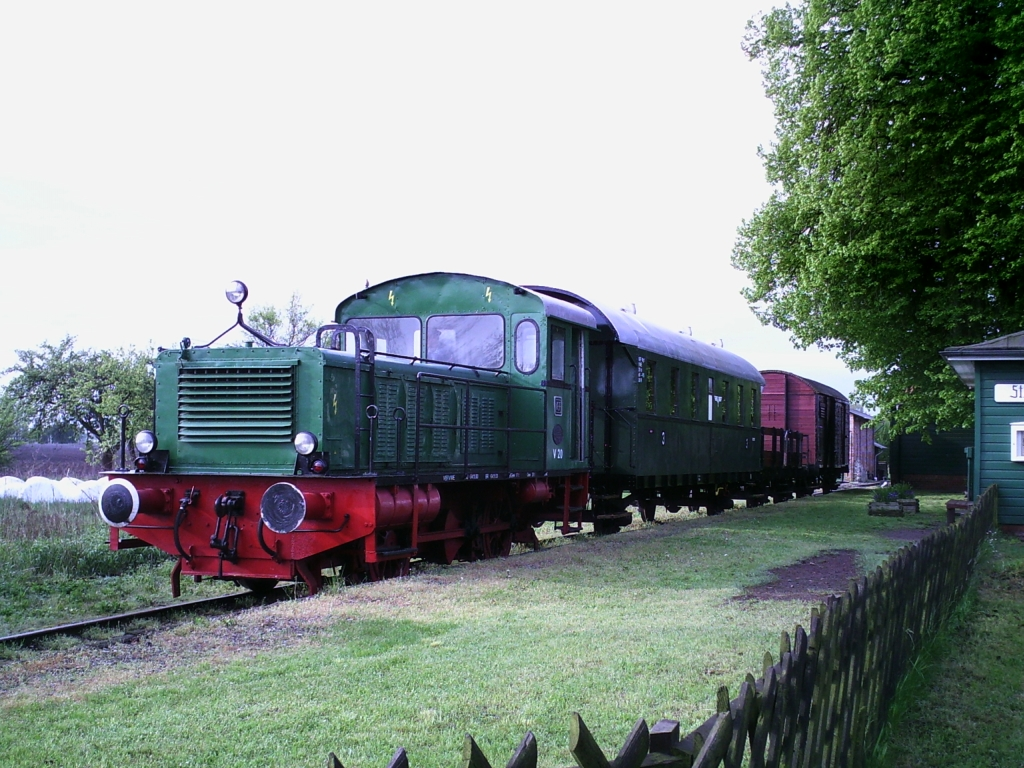
VEF-Museumszug

Die Gründung der Verdener Eisenbahnfreunde e. V. erfolgte am 20. März 1989. Zunächst war geplant, auf der DB-Strecke Wahnebergen–Rethem einen Museumsbahnbetrieb aufzubauen, deswegen wählten sie als Domizil den Bahnhof Hülsen an dieser Strecke. Schon bald aber entschlossen sie sich, auch wegen der anstehenden Stilllegung der Strecke, Verhandlungen mit der Verden-Walsroder Eisenbahn GmbH über die Nutzung der 12 km langen Kleinbahnstrecke Verden Süd–Stemmen aufzunehmen. Nach erfolgreichem Abschluss der Verhandlungen konnte der von der Dampfeisenbahn Weserbergland e. V. erworbene Museumszug, bestehend aus der ehemaligen VWE-Diesellok 241 (jetzt V 11) und drei Triebwagenanhängern, nach Verden überführt werden. Die alte Deutz-Diesellok bekam jedoch keine Betriebsgenehmigung. Als Ersatzfahrzeug wurde die VWE-Diesellok DL2 (Gmeinder, Baujahr 1947) angemietet. Die fortan als V 20 bezeichnete Lok zog dann ab 1993 die Museumszüge. Zu ihr gesellte sich schon zur gleichen Zeit die Diesellok V 22 „Magdeburger“, eine ehemalige DDR-Kleinlok des Typs V 22. Die V 22 wurde aufgearbeitet, um als Ersatz für die zur Hauptuntersuchung anstehende V 20 zu fungieren.
Als im Jahre 2000 die V 20 abgenommen wurde, jetzt den Eisenbahnfreunden gehörend, wurde sie wieder als Planlok eingesetzt. Seither hat sich auch das Zugbild verändert, die Triebwagenanhänger wichen Personenwagen mit Endbühnen. Die Inbetriebnahme der „Donnerbüchse“ (Betriebsnummer 1) im Jahr 2005 machte schließlich den Einsatz des letzten Triebwagenanhängers TA 10 überflüssig. Dieser verließ Verden Anfang 2006, um fortan als Verstärkungsfahrzeug bei den Lüneburger Eisenbahnfreunden (AVL) Dienst zu tun.
Die ersten Jahre des Museumsbahnvereines waren davon geprägt, die angeschafften Fahrzeuge zu restaurieren und wieder in Betrieb zu nehmen. Auch erfolgte eine Konsolidierung des Wagenparks, welche zur Folge hatte, dass einige Fahrzeuge die Museumsbahn auch wieder verließen. Der jetzt vorhandene Fuhrpark zeigt ungefähr das auf, was auf Kleinbahnen in den 1950er-Jahren unterwegs war. Heute besitzen die ehrenamtlich arbeitenden Kleinbahner vier Dieselloks, einen Dieseltriebwagen, drei Personenwagen, einen Packwagen und vier Güterwagen sowie eine Handhebeldraisine. Es sind nicht alle Fahrzeuge einsatzbereit, eine Diesellokomotive befindet sich in der Restaurierung, eine weitere ist betriebsfähig. Der Triebwagen wird derzeit aufgearbeitet, zwei Personen-, ein Güter- und ein Packwagen sowie die Draisine befinden sich im aktiven Einsatzbestand um Ausflügler, Radler und Eisenbahnfreunde mit wachsendem Erfolg im beschaulichen Tempo durch die Verdener und Kirchlintelner Landschaft zu befördern. Dabei hat sich die Museumsbahn zu einem wichtigen Touristikfaktor entwickelt. Neben den Fahrzeugen wurden auch die Bahnhöfe aufgearbeitet. Die Bahnsteige entlang der Strecke wurden nach historischem Vorbild wieder aufgebaut, das Stemmer Bahnhofsgebäude restauriert und so manches Kleinod, wie eine Bekanntmachungstafel der ehemaligen Kleinbahn Verden-Walsrode GmbH oder ein Emailleschild Mauxion-Schokolade, wurde aufgearbeitet und kann heute besichtigt werden. So ist die Museumsbahn auch eine Touristikbahn und eine Art stationäres Museum und zeigt auf, wie damals Kleinbahn, Dorf und Kreisstadt ein gut funktionierendes Gefüge bildeten.
Im Jahr 2007 erfolgte die Umbenennung des Vereines in Verdener Eisenbahnfreunde Kleinbahn Verden-Walsrode e. V.

### Östlicher Streckenabschnitt
Auf dem östlichen Teilstück zwischen Hollige und Walsrode führte die Arbeitsgemeinschaft Verkehrsfreunde Lüneburg e. V. Sonderfahrten mit dem Heideexpress durch, wobei die Bahnstrecke Bomlitz–Walsrode einbezogen wurde. Die kombinierte Strecke Bomlitz–Hollige wurde auch Jordan-Bomlitz-Bahn genannt, da sie vom Tal des Jordanbaches ins Bomlitztal führte.
Auf dem Abschnitt Hollige West–Altenboitzen (–Böhme) fanden seit dem Jahr 2012 Draisinenfahrten statt. Zum 1. Mai 2014 erwarb die Böhmetalbahn gUG diesen Abschnitt und baute die Strecke auf 600 mm Schmalspur um. Die Strecke wurde formal stillgelegt und entwidmet. Sie ist aber weiterhin als Sonderfläche ausgewiesen, die einen Betrieb mit Zügen und Draisinen ermöglicht. Seit Mai 2015 fährt auf dem Abschnitt Hollige West – Altenboitzen (–Böhme) neben den weiterhin angebotenen Draisinenfahrten ein lokbetriebener Kleinbahnzug. Zum Einsatz kommen zwei Deutz-Lokomotiven vom Typ OMZ 122 F. Am 5. Dezember 2019 wurde der ebenfalls zuvor entwidmete Abschnitt Vorwalsrode–Hollige als Fortsetzung der bereits bestehenden Strecke erworben. Mit der Umspurung dieses Abschnitts wurde im Januar 2020 begonnen. Im Oktober 2020 wurde das Teilstück Hollige West bis zum ehemaligen Bahnhof Hollige in Betrieb genommen. Im dritten Quartal des Jahres 2021 wurde der Abschnitt Bahnhof Hollige–Benzen Haltepunkt wieder eröffnet. Darüber hinaus fuhren die Züge der Böhmetalbahn bis Benzen Abzw. (bis dorthin abgenommener Abschnitt). Der Abschnitt Benzen Abzw.–Bahnhof Vorwalsrode ist im Spätherbst 2022 eröffnet wurden. Seitdem fahren die Kleinbahnzüge zwischen Vorwalsrode und Altenboitzen.